# Musonia margheritae
Musonia margheritae es una especie de mantis de la familia Thespidae descrita en el 2008.

## Distribución
Se distribuye en Chile, Ecuador y Perú. En Chile se encuentra exclusivamente en la provincia de Arica, Región de Arica y Parinacota.